# 白帝
白帝，是中國古代傳說中五帝之一，掌管天下的西方，亦是古代帝王及宗廟所祭祀的主要對象之一。在「先天五帝」的概念中，白帝即為少昊。五行中對應金，季節中對應秋天，五色中則對應白色。在道教概念中，白帝的化身是「西方七寶金門皓靈皇老七炁天君」與「西斗四宮紀名護身星君」。

## 概述
儒家典籍《周禮》曾述及所謂「五帝」的概念。《史記正義》引《國語》就指：「蒼帝（或為青帝）靈威仰，赤帝赤熛怒，白帝白招矩（或為白招拒），黑帝協光紀，黃帝含樞紐。」文獻中未有實質指明五帝的姓名，纬书《尚書帝命驗》称：「蒼帝名靈威仰，赤帝名文祖，黃帝名神斗，白帝名顯紀，黑帝名玄矩。」判斷白帝的名字是「顯紀」。可是，同樣在《尚書帝命驗》中，卻又另載：「顯紀者，白帝招拒之府，名顯紀。」指出白帝的名字應為「招拒」，其居住的仙府才是稱為「顯紀」。
《續漢書》曾記載關於一場祭祀五帝的儀式，當中提到：「制郊兆於洛陽城南七里，為壇，八陛，中又為重壇，天地位皆在壇上。其外壇上為五帝位，青帝位在甲寅，赤帝位在丙巳，黃帝位在丁未，白帝位在庚申，黑帝位在壬亥。」另外，蔡邕《獨斷》載：「青帝以未臘卯祖，赤帝以戍臘午祖，白帝以丑臘酉祖，黑帝以辰臘子祖，黃帝以辰臘未祖。」記述了祭祀白帝的對應時辰。

## 相關軼事

### 高祖斬白蛇
漢高祖劉邦斬白蛇起義，是漢代立國時期的一個著名傳說。《史記‧高祖本紀》中記載，在劉邦尚身為亭長的早期階段，曾經有一次斬蛇的經歷：「高祖被酒，夜徑澤中，令一人行前。行前者還報曰：『前有大蛇當徑，願還。」高祖醉，曰：『壯士行，何畏！』乃前，拔劍擊斬蛇。蛇遂分為兩，徑開。行數里，醉，因臥。後人來至蛇所，有一老嫗夜哭。人問何哭，嫗曰：『人殺吾子，故哭之。』人曰：『嫗子何為見殺？』嫗曰：『吾子，白帝子也，化為蛇，當道，今為赤帝子斬之，故哭。』人乃以嫗為不誠，欲告之，嫗因忽不見。後人至，高祖覺。後人告高祖，高祖乃心獨喜，自負。」
內容大概是指，某次劉邦帶醉上路，與侍從在路上遇到了大蛇當道，侍從勸劉邦回去，劉邦卻強要通過大道，於是乘醉將大蛇斬為兩段。後來有一老婦在大蛇被斬處痛哭，在後方跟隨劉邦的侍從來到斬蛇處時看到老婦，便問其為何痛哭。老婦說：「有人殺了我的兒子，因此為其而哭。」侍從問她的兒子何以被殺，老婦便道：「我的兒子是白帝的兒子，化成蛇形守在路上，卻被赤帝的兒子殺掉了，所以我為此而哭。」說罷消失不見。侍從將這情況告訴酒醉方醒的劉邦，劉邦自覺命運不凡，因而感到竊喜，自此以赤帝子自居，連後來軍隊的旗幟都尚赤色。
由於秦始皇的先祖秦襄公說自己是白帝的後裔，眾人都認為劉邦被賦予天命，取代秦朝，是為「斬蛇起義」。

### 白帝公孫述
兩漢之間的野心家公孫述，曾經管有蜀郡之地，更據地為帝，自稱「白帝」。《後漢書·公孫述列傳》中記載：「會有龍出其府殿中，夜有光耀，述以為符瑞，因刻其掌，文曰『公孫帝』。建武元年四月，遂自立為天子，號成家。色尚白。建元曰龍興元年。」這段文字是公孫述自稱白帝的過程。《後漢書》亦記：「蜀中童謠言曰：『黃牛白腹，五銖當復。』」時人便認為當中的「黃」是指王莽，而「白」就是指公孫述。
現今位於重慶市長江北岸的白帝城，與及當地白帝山及白帝廟等名字，均為公孫述稱帝時所改稱。而後來三國時代的蜀漢昭烈帝劉備，亦是逝世於此地。

## 備註
1. 1 2  .   [2019-08-13]. （原始内容存档于2006-02-19）.
2. ↑  .   [2019-08-13]. （原始内容存档于2008-02-10）.
3. ↑  清紀昀《四庫總目‧經部‧禮類存目》
4. ↑  《史記‧封禪書》：「秦襄公既侯，居西垂，自以為主少皞之神，作西畤，祠白帝，其牲用騮駒黃牛羝羊各一云。」
5. ↑  .   [2019-08-13]. （原始内容存档于2008-02-06）.
6. ↑  . www.dreams-travel.com.   [2019-08-13]. （原始内容存档于2016-05-31）.

## 相關
- 少昊
- 五帝
- 白帝城
- 公孙述
- 玄壇真君